# Štajerova lípa
Štajerova lípa je památný strom – lípa malolistá, rostoucí v obci Maršov nad Metují ve strání nad pravým břehem řeky Metuje u bývalé usedlosti čp. 13. Chráněna je od roku 2002 pro svůj vzrůst.
- číslo seznamu: 605048.1/1
- obvod kmene 300 cm
- výška: 27 m
- věk: 90 let